# MACHmit! Museum für Kinder

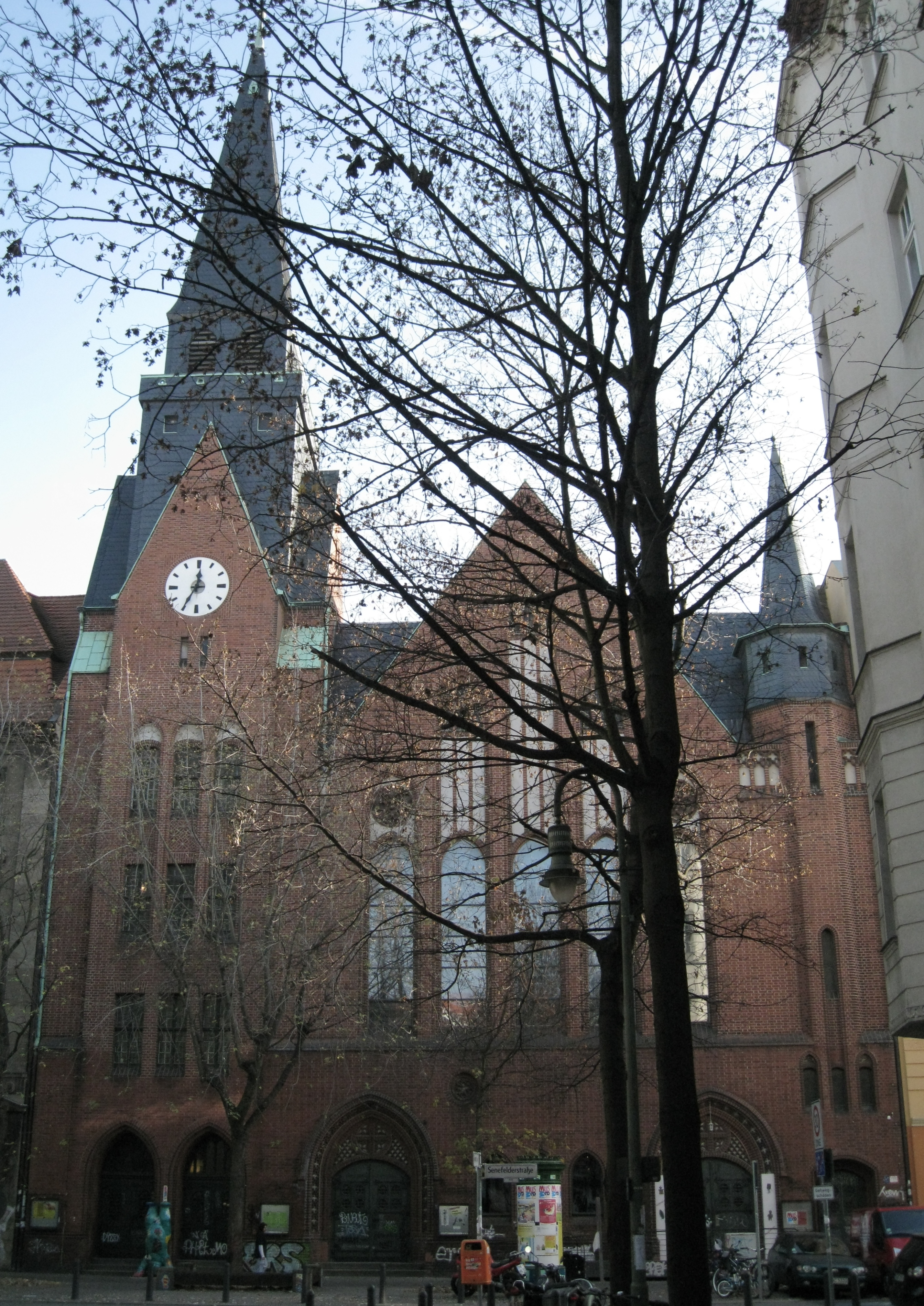
Blick auf die Fassade der Eliaskirche

Das MACHmit! Museum für Kinder ist ein Kindermuseum in Berlin. Es befindet sich in der evangelischen Eliaskirche in der Senefelderstraße im Ortsteil Prenzlauer Berg, die seit 2003 von der evangelischen Gemeinde Prenzlauer Berg Nord an das Museum verpachtet ist.

## Ziele
„Lernen soll keine Last, sondern Lust sein.“ Kinder können an vorhandenen und ausgestellten Exponaten entdecken, probieren und erforschen, um spielerisch zu lernen und Erfahrungen zu sammeln. Künstlerische und handwerkliche Tätigkeiten bringen komplexe Zusammenhänge näher und schärfen die Wahrnehmung für die tägliche Umwelt. Es ist auch Ziel, den üblichen Schulunterricht zu ergänzen; Pädagogen soll die Möglichkeit für zusätzliche Angebote über den eigenen Stadtteil hinaus geboten werden. Über die Museumspädagogik hinaus wird versucht, spielerische und künstlerische Aktivitäten für Kinder anzubieten, so können sie beispielsweise ihre Geburtstage mit oder auch ohne ihre Eltern im Museum feiern.

## Geschichte
Das Museum entstand durch ein Trägerprojekt, dessen Ziel es war, Ausstellungen zu gestalten, in denen Kinder ihre Umwelt und ihre Umgebung durch das manuelle Begreifen schneller sinnlich begreifen sollen. Im Lauf der Nachwendezeit wurde das Projekt KINDER- und JUGENDMUSEUM 1992 vom gemeinnützigen Verein Netzwerk Spiel/Kultur Prenzlauer Berg geschaffen. In einem ersten Projekt wurde im Museumsbauwagen Omas Alltagskultur vorgestellt, es gab Zubehör zum Verkleiden, große Wäsche mit Handwringen und Hemden auf der Leine. 1993 stand unter dem Thema Seife und fand in einem Gebäude des Bezirksamtes unter wechselnden Themen statt. Projekte waren die Jüdische Schule in der Rykestraße und ein „KinderKochBuch“. 1997 stand Wasser in der Stadt unter dem Thema Vom Wasser-Paradies zur Stinke-Panke im Mittelpunkt. So entwickelten sich verschiedene interaktive Projekte zum Schutz und zum Erhalt der Umwelt. Aktive Exponate aus den Veranstaltungen und Ausstellungen bilden den Grundstock des heutigen Museums. Der Umbau der 1910 geweihten Eliaskirche zum Museum wurde nach Plänen des Berliner Architekten Klaus Block 2003 fertiggestellt.

## Organisation
Träger des MACHmit! Museums ist die „MACHmit! Museum für Kinder gGmbH“. Das Museum finanziert sich aus Einnahmen, Projektförderungen und Spenden sowie einer Regelförderung vom Bezirk Pankow zu Berlin. Betrieben wird es von angestellten Mitarbeitern, Honorarkräften, Beschäftigten mit Mehraufwandsentschädigung und ehrenamtlichen Mitarbeitern. Neben wechselnden Ausstellungen gibt es die Museumsdruckerei und den traditionellen SeifenLaden. Es werden Ferienaktionen, Veranstaltungen für Kinder und Weiterbildungen für Eltern und Pädagogen durchgeführt. Räume des Hauses können gemietet werden.

## Aktivitäten und Auszeichnungen
- Offizielles Projekt der UN-Weltdekade 2007/2008 – „Bildung für nachhaltige Entwicklung“
- Gestaltungspreis der Wüstenrotstiftung „Bauen für Kinder“ 2004
- Sonderpreis des Deutschen Städtebaupreises 2004
- Europäischer Städtebaupreis 2005
- Ferdinand-von-Quast Medaille, Berliner Denkmalpreis
- MIXED-UP, Bundespreis der Bundesvereinigung Kulturelle Kinder- und Jugendbildung für vorbildliche Kooperation mit Schulen
- Teilnahme an der Architektur-Biennale Venedig 2006